# Lichenophanes corticeus
Lichenophanes corticeus är en skalbaggsart som beskrevs av Pierre Lesne 1908. Lichenophanes corticeus ingår i släktet Lichenophanes och familjen kapuschongbaggar. Inga underarter finns listade i Catalogue of Life.